# Carlo Schanzer

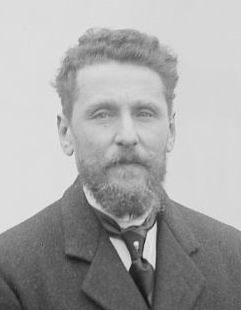
Carlo Schanzer.

Carlo Schanzer, född 18 december 1865 i Wien, död 23 oktober 1953 i Rom, var en italiensk politiker.
Schanzer var son till en advokat från Trieste och blev italiensk medborgare, studerade juridik i Rom och inträdde 1886 i statistiska generaldirektionen. Han blev referendarie i statsrådet och 1897 ledamot av detta samt blev 1902 ledamot av parlamentet, först som deputerad och sedan som senator.
Schanzer var Giovanni Giolittis anhängare och vän, maj 1906–december 1909 minister för post och telegraf i dennes kabinett och intog under första världskriget, liksom Giolitti, en tillbakaskjuten ställning, men inträdde juni 1919 som skattkammarminister i Francesco Nittis ministär. Vid kabinettets ombildning i mars 1920 blev Schanzer finansminister, men var efter en ny rekonstruktion ånyo skattkammarminister maj–juni samma år.
På Washingtonkonferensen 1921–1922 var Schanzer president för den italienska delegationen. I Luigi Factas ministär (februari–oktober 1922) var Schanzer utrikesminister och deltog som sådan i Genuakonferensen. Med Sovjetunionen förde han underhandlingar om handelsavtal, vilka emellertid strandade, bland annat av det skälet, att Italien inte ville erkänna sovjetregeringen de jure.
I Nationernas förbunds arbete tog Schanzer del som suppleant i italienska delegationen vid förbundsförsamlingen 1920 och ordinarie medlem 1921 och 1924 samt som ledamot av nedrustningskommissionen, där han 1921 framlade en uppmärksammad plan till statistisk undersökning av rustningarna i olika länder.